# 기원전 22년

## 연호
- 전한(前漢) 양삭(陽朔) 3년

## 기년
- 전한(前漢) 성제(成帝) 11년
- 신라(新羅) 혁거세 거서간(赫居世居西干) 36년
- 고구려(高句麗) 동명성왕(東明聖王) 16년

## 사망
- 동부여(東夫餘)의 3대 국왕(國王) 대소왕(帶素王)이 죽음
- 고구려(高句麗)의 무신(武臣) 괴유(怪由)